# Roderic O'Conor
Roderic O'Conor, né le 17 octobre 1860 dans le comté de Roscommon (Irlande) et mort le 18 mars 1940 à Nueil-sur-Layon (Maine-et-Loire), est un peintre et graveur irlandais. Actif en France, il est influencé par l'impressionnisme et le postimpressionnisme.

## Biographie
Roderic O'Conor étudie au Ampleforth College (en), puis à Dublin où il est élève de la Royal Hibernian Academy, puis à Anvers, avant de se rendre à Paris où il côtoie au restaurant du Chat Blanc de la rue d'Odessa d'autres intellectuels anglo-saxons comme Thomas Alexander Harrison et est influencé par les impressionnistes. Il séjourne à Grez-sur-Loing en 1889-1890.
Il se rend à Pont-Aven pour la première fois probablement en 1887, puis à maintes reprises entre 1892 et 1904 : il y rejoint toute une colonie d'artistes et se lie d'amitié avec Paul Gauguin, Armand Seguin, Charles Filiger et Forbes Robertson, séjournant à la pension Gloanec, puis à l'hôtel Julia ainsi qu'au Pouldu, avant de séjourner à nouveau à Paris à partir de 1905. La correspondance de Roderic O'Conor avec le peintre Armand Seguin (119 lettres inédites de 1895 à 1903) a été publiée en 1989 par le musée de Pont-Aven.
Durant les années 1890, sa technique picturale post-impressionniste — à base de larges hachures colorées contrastées — doit beaucoup à Vincent van Gogh.
En 1933, il épouse Renée Honta, son ancien modèle et se retire à Nueil-sur-Layon (Maine-et-Loire) où il meurt en 1940.
Son neveu, Patrick O'Connor (1909-1997), fut aussi un peintre et un sculpteur.

## Œuvres dans les collections publiques
- États-Unis

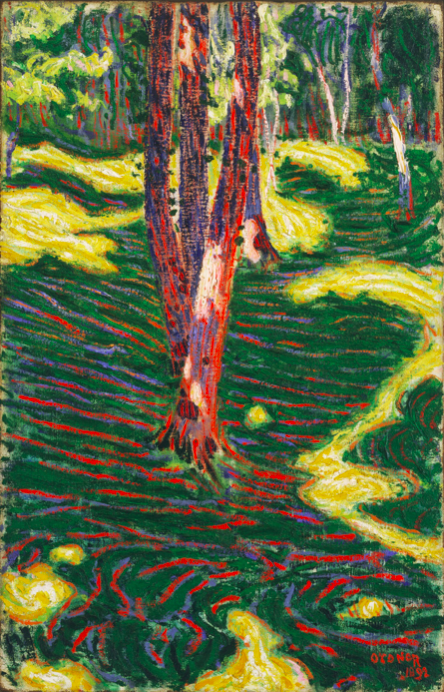
La Clairière (1892), New York, Museum of Modern Art.

  - New York, Museum of Modern Art : La Clairière, 1892.
- France
  - Paris, musée d'Orsay : Garçon breton de profil, 1893, huile sut toile[4].
  - Quimper, musée des Beaux-Arts :
    - Bretonnes au Pouldu, entre 1893 et 1895, fusain sur papier[5] ;
    - Deux femmes de profil dans un paysage, lithographie[6].
- Irlande
  - Dublin :
    - Galerie nationale d'Irlande[7] :
      - La Ferme de Lezaven, 1894[8] ;
      - Jeune Bretonne, 1895 ;
      - Nu allongé devant un miroir, 1909.

    - Hugh Lane Municipal Gallery :
      - Sur la plage, Aberystwyth, 1885 ;
      - Bretonne, vers 1903-1904[9] ;
      - Boulevard Raspail, 1907.
- Royaume-Uni
  - Belfast, Ulster Museum :
    - Colline noire, 1890-1891 ;
    - Autoportrait, vers 1923-1926.

  - Londres, Tate :
    - Paysage jaune, 1892, huile sur toile[10] ;
    - Nature morte aux bouteilles, 1892, huile sur toile[11] ;
    - Les Toits rouges, vers 1894, huile sur toile[12] ;
    - Iris, vers 1913, huile sur toile[13].
- Russie
  - Saint-Pétersbourg, musée de l'Ermitage : Le Repos, 1904 ou 1905[14]

Œuvres de Roderic O'Conor
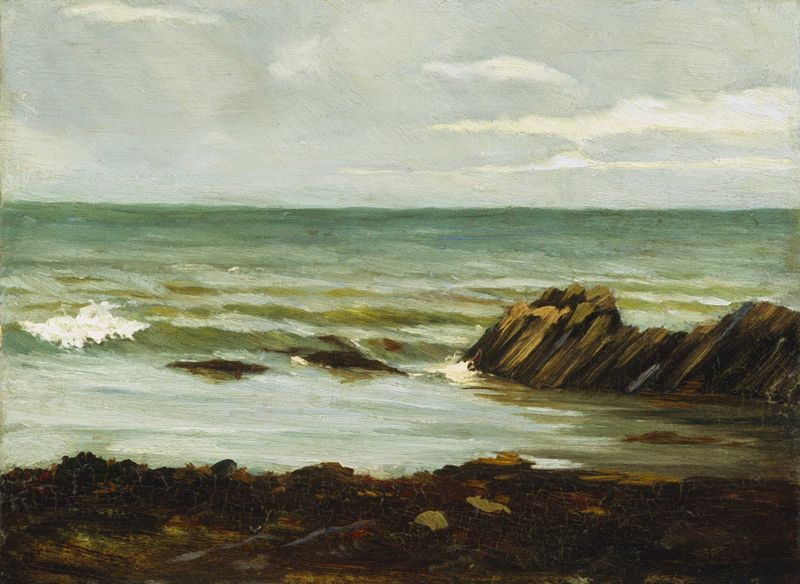
Sur la plage, Aberystwyth (1885), Dublin, Hugh Lane Municipal Gallery.
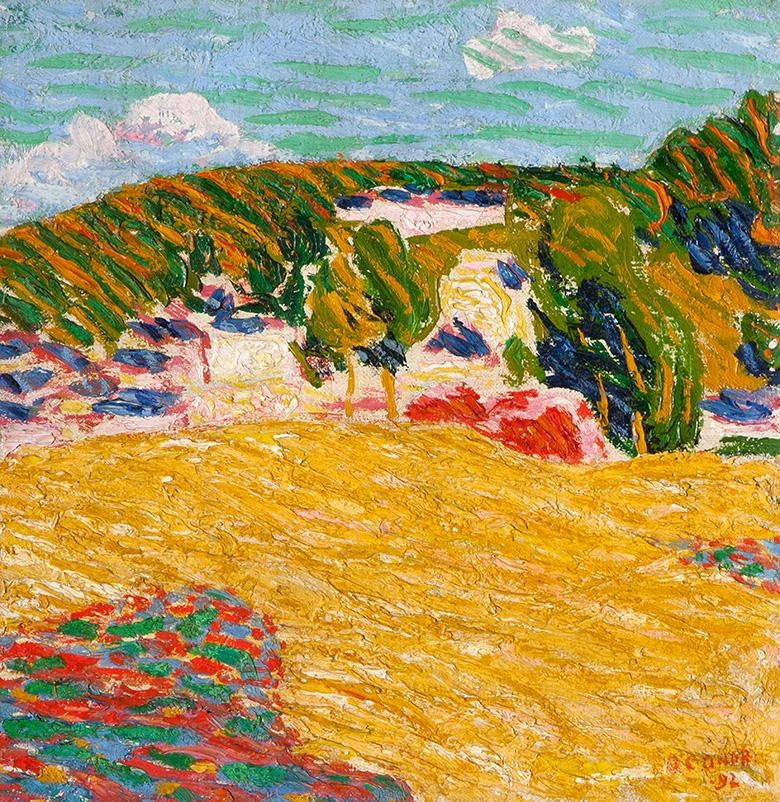
Champ de blé à Pont-Aven (1892), Belfast, Ulster Museum.
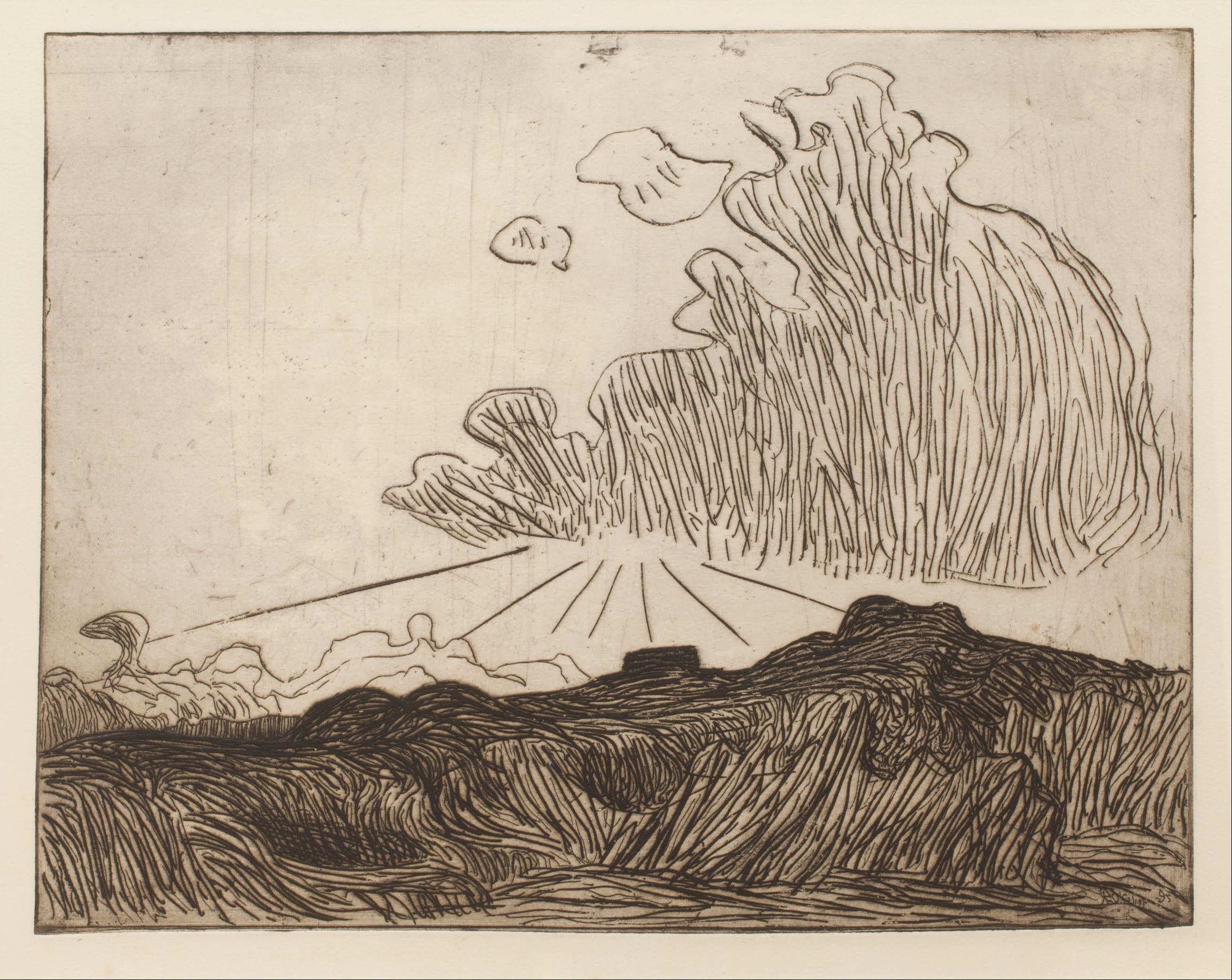
Effet de soleil dans un nuage (1893), eau-forte, musée d'Art d'Indianapolis.
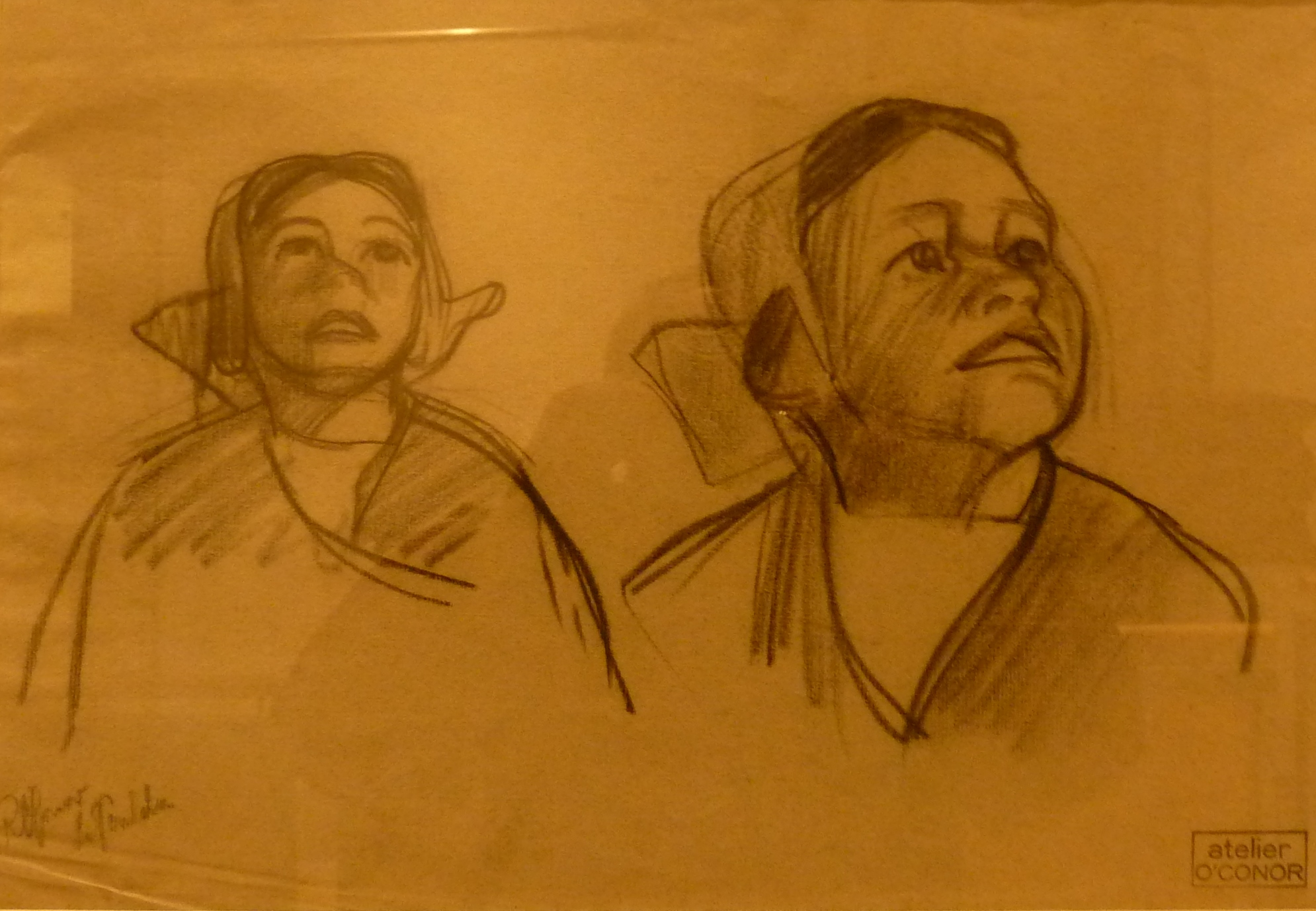
Bretonnes au Pouldu (vers 1893-1895), fusain sur papier gris, musée des Beaux-Arts de Quimper.
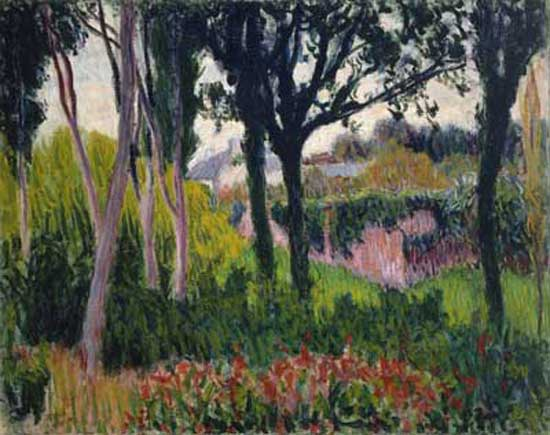
La Ferme de Lezaven (1894), Dublin, Galerie nationale d'Irlande.
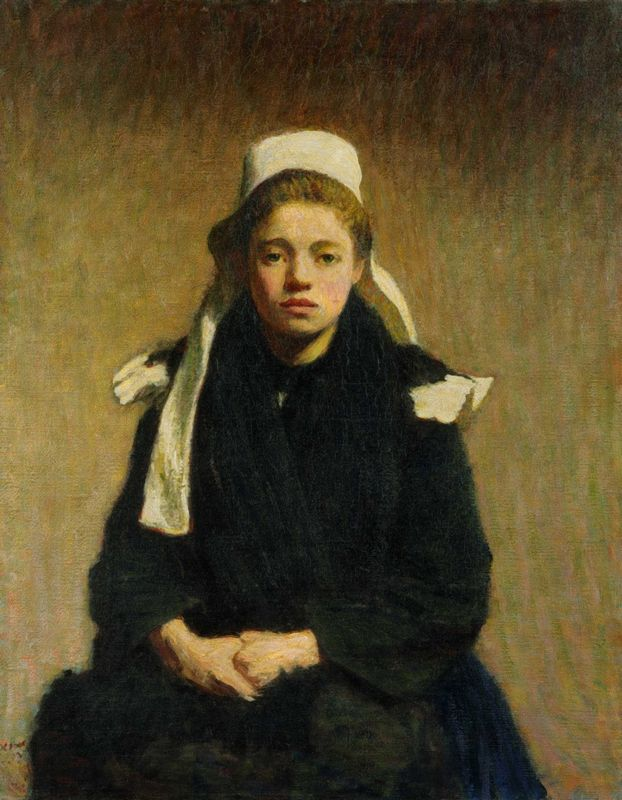
Une jeune Bretonne (1903), Dublin, Hugh Lane Municipal Gallery.
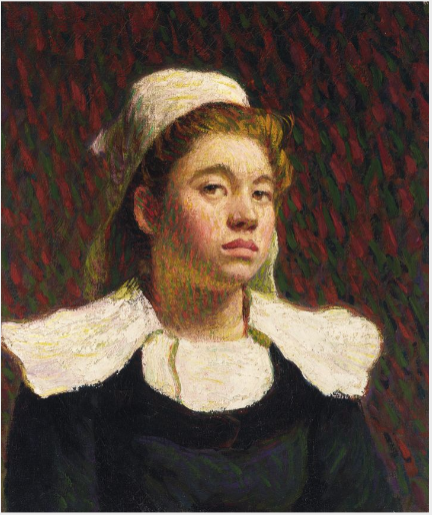
Bretonne (vers 1903-1904), Dublin, Galerie nationale d'Irlande.
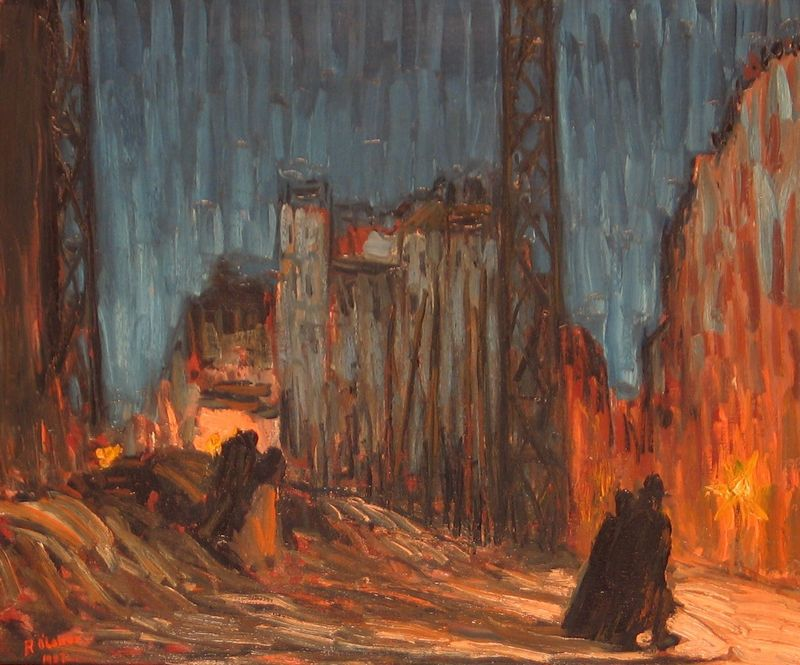
Boulevard Raspail (1907), Dublin, Hugh Lane Municipal Gallery.
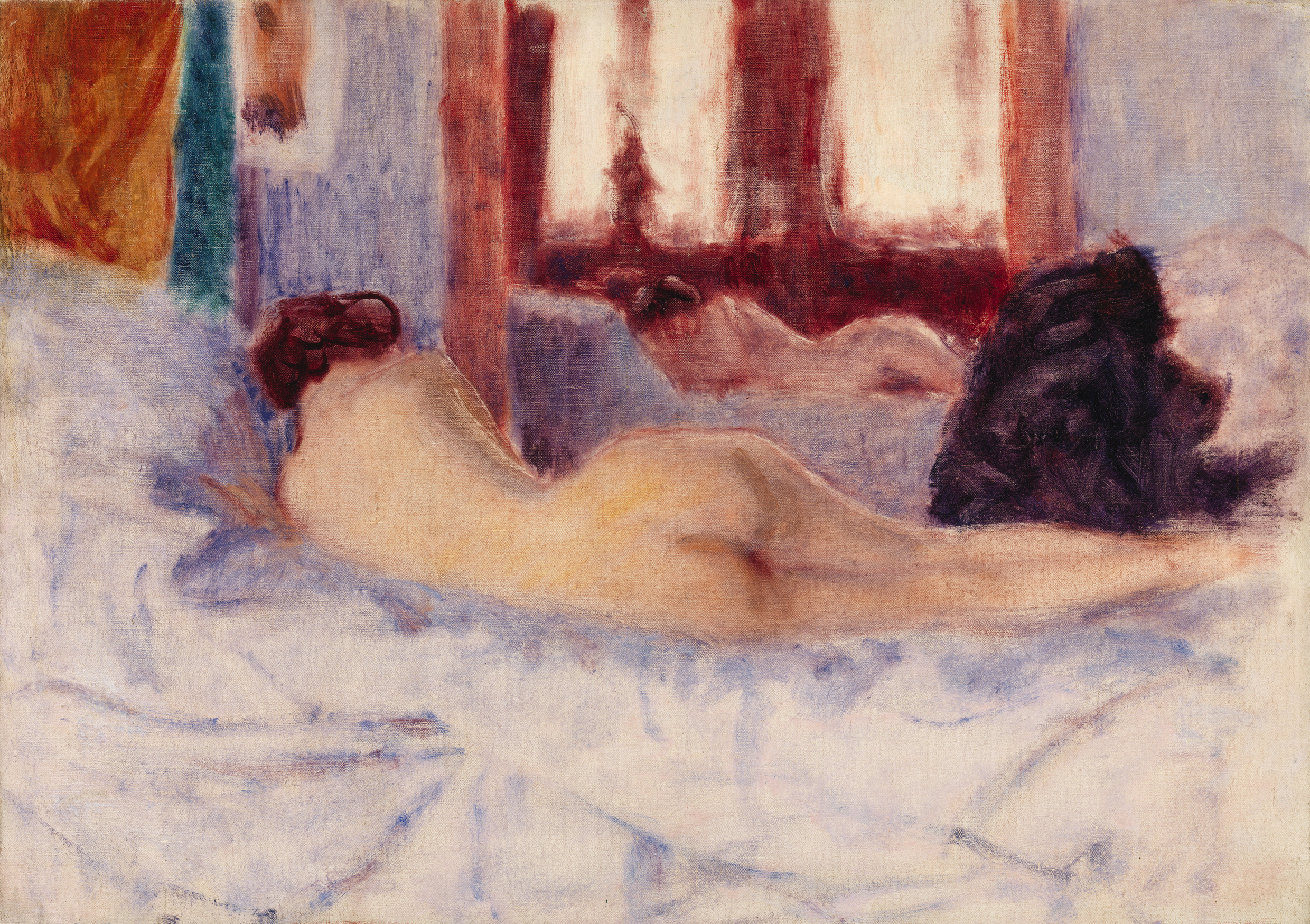
Nu allongé devant un miroir (1909), Dublin, Galerie nationale d'Irlande.

## Exposition
- L'œuvre gravée de Roderic O'Conor a fait l'objet d'une exposition au musée des Beaux-Arts de Pont-Aven en 1999[15].
- Parc sous la lune, huile sur toile exposée au musée des Beaux-Arts de Brest du 29 mai 2013 au 2 février 2014[16].